# Metal Gear Solid 3: Snake Eater
Metal Gear Solid 3: Snake Eater (jap. メタルギアソリッド3 スネーク・イーター) – japońska gra komputerowa z gatunku skradanek wydana w 2004 przez Konami na konsolę PlayStation 2. Jest to piąta gra z serii Metal Gear, napisana i wyreżyserowana przez Hideo Kojimę stanowiąca prequel dla całej serii. Jej rozbudowaną wersję o nazwie Metal Gear Solid 3: Subsistance wydano w 2006, na tę samą konsolę.
Gra odbywa się na terenie ZSRR, infiltrowanego przez młodego agenta CIA, Naked Snake'a, w celu uratowania rosyjskiego naukowca Sokolova.

## Tło fabularne
Jest rok 1964 (okres zimnej wojny). Jako Jack (otrzymuje później pseudonim Naked Snake) będziesz musiał wykonać (z początku wyglądające na proste) zadanie. W Tselinoyarsku przetrzymywany jest naukowiec – Sokolov. Twoja misja to uwolnienie go oraz przewiezienie na drugą stronę granicy. Jack odnajduje Sokolova, jednak nie wszystko idzie zgodnie z planem.
Jako następstwo po II wojnie światowej, świat został rozdarty na dwie części między wschód i zachód. Był to początek nowej ery – zimnej wojny.
16 października 1962. Prezydent Stanów Zjednoczonych otrzymał informację, że Związek Radziecki rozlokował na Kubie pociski nuklearne. Świat zadrżał w obawie przed perspektywą wojny nuklearnej w najbliższym czasie. Po dniach intensywnych negocjacji Rosjanie zgodzili się, aby 28 wycofać swoje pociski z kubańskiej ziemi. Po rezolucji w tej sprawie, później znanej jako Kryzys kubański, wydawało się, że ludzkość przeżyła kolejne zagrożenie dla jej istnienia.
Jakkolwiek, był sekretny warunek w umowie, który położył kres kryzysowi. Nikolai Stepanovich Sokolov, radziecki naukowiec, który przeszedł na zachód, został wysłany z powrotem do Związku Radzieckiego. Rząd USA zgodził się na ten warunek i zwrócił Sokolova na jego ojczystą ziemię. Teraz, z Sokolovem w swoich rękach, Rosjanie są gotowi kontynuować swój projekt. Jeśli ta broń zostanie ukończona, oznaczać to będzie początek nowej ery strachu.
Sierpień 1964. Uświadamiając sobie nagłą potrzebę sytuacji, CIA formuje plan ponownego złapania Sokolova. Wysyłają ukrytą jednostkę FOX do ośrodka badawczego Sokolova, usytuowanego na północ od wielkiej radzieckiej fortecy Groznyj Grad. Dowodzony przez byłego członka SAS, majora Zero. FOX jest jednostką sił specjalnych nowej generacji, pracującej jako wyspecjalizowana grupa do walki. Sposobem działania jednostki FOX jest wysyłanie jednego agenta, wspomaganego przez dowództwo za pomocą radia, na teren wroga, by wykonał solową misję.
24 sierpnia. Samotny człowiek spada z nieba. Jego kryptonim to Naked Snake.

## Odbiór gry
Snake Eater został świetnie przyjęty, zdobywając 91 punktów w agregatorze Metacritic, redaktor serwisu IGN Ed Lewis pochwalił oprawę graficzną i opisał ją jako „najlepsza gra z serii Metal Gear Solid” oraz, że „wykorzystuje konsolę do granic możliwości”. Recenzent Greg Kasavin z portalu GameSpot nazwał Snake Eater'a „wspaniałym osiągnięciem, którego fani serii pokochają i będą doskonale pamiętać”.